# Carl Liljenmark
Carl Liljenmark, född 29 oktober 1803 i Aspeboda församling, Kopparbergs län, död 12 juni 1874 i Svärdsjö församling, Kopparbergs län, var en svensk kyrkoherde och riksdagsman. Han var kyrkoherde i Svärdsjö församling och var i riksdagen ledamot av andra kammaren 1867 till 1869 för Falu domsagas valkrets.